# Harvey Weinstein
Harvey Weinstein (født 19. marts 1952 i New York, USA) tidligere amerikansk filmproducer og skuespiller, der for alvor blev kendt uden for filmindustrien, da han blev dømt for en lang række seksuelle overgreb og voldtægt mod kvinder. 
Weinstein har produceret hundredvis af film, tv-serier og dokumentarer og var en central skikkelse i Hollywoods filmindustri. Han har været nomineret til en pris 30 gange og har vundet en 21 gange. Deriblandt en oscar i 1999 og blev derudover oscarnomineret i 2003. Han har været nomineret 15 gange til en Emmy Award (2002, 2004-2017), har vundet BAFTA-prisen én gang (1999) og derudover været nomineret tre gange (2001, 2003 og 2012). Han har også spillet med i tre film og skrevet to.
I oktober 2017 blev Weinstein fyret af sit eget produktionsselskab, efter han var blevet anklaget for seksuelle overgreb og voldtægt, hvilket blev startskuddet til den verdensomspændende Metoo-kampagne. I marts 2020 idømtes han 23 års fængsel.